# Иванова, Розалия Ивановна
Розалия Ивановна Иванова (25 сентября 1944, Полоцк — 2005) — юрист, специалист по конституционному и трудовому праву; выпускница юридического факультета МГУ имени Ломоносова (1970); доктор юридических наук с диссертацией о социальном обеспечении в государственно организованном обществе (1987); профессор кафедры трудового права юридического факультета МГУ, профессор кафедры трудового права и права социального обеспечения МГЮА; член Конституционного надзора СССР (1989—1992), начальник управления конституционных основ трудового законодательства и социальной защиты Конституционного Суда РФ (1992); государственный советник юстиции 1-го класса, заслуженный деятель науки РФ.

## Работы
Розалия Иванова является автором и соавтором более 70 научных публикаций, включая несколько монографий; она специализируется, в основном, на проблемах российского конституционного права, а также — на вопросах социального обеспечения и трудового права:
- Пособия по социальному обеспечению / Р. И. Иванова, В. А. Тарасова. — Москва : Юрид. лит., 1977. — 80 с.
- Правоотношения по социальному обеспечению в СССР / Р. И. Иванова. — Москва : Изд-во МГУ, 1986. — 174 с.
- Предмет и метод советского права социального обеспечения / Р. И. Иванова, В. А. Тарасова. — М. : Изд-во МГУ, 1983. — 168 с.